# هاکون سوم
هاکون سوم نروژ (انگلیسی: Haakon III of Norway؛ ۱۱۷۰s – ۱ ژانویهٔ ۱۲۰۴) یک پادشاه نروژ اهل نروژ بود. 